# Teverola
Teverola ist eine italienische Gemeinde (comune) mit 14.962 Einwohnern (Stand 31. Dezember 2023) in der Provinz Caserta in Kampanien. Die Gemeinde liegt etwa 13 Kilometer südwestlich von Caserta und etwa 17 Kilometer nordnordwestlich von Neapel. Bis 1927 gehörte die Gemeinde noch zur Provinz Neapel.

## Verkehr
Teverola liegt an einem Abzweig der Strada Statale 7bis di Terra di Lavoro, die als Umgehungsstraße in Ost-West-Richtung durch den Großraum Caserta-Neapel führt. Gemeinsam mit der Gemeinde Gricignano di Aversa besteht ein Bahnhof an der Strecke von Neapel nach Foggia.

## Söhne und Töchter
- Nicola Caputo (* 1966), italienischer Politiker